# Krępice (województwo dolnośląskie)
Krępice – wieś w Polsce położona w województwie dolnośląskim, w powiecie średzkim, w gminie Miękinia.

## Zabudowa
Wieś przydrożna przechodząca w układ wielodrożnicowy, z zespołem zabudowań folwarcznych w północnej części wsi. Zabudowa wsi składa się z obejść gospodarskich, zlokalizowanych na zróżnicowanych wielkością działkach.

## Krótki opis
W Krępicach znajduje się świetlica wiejska i motel.

## Podział administracyjny
W latach 1975–1998 miejscowość administracyjnie należała do województwa wrocławskiego.

## Zabytki

### Architektura
Zabytki architektury i budownictwa we wsi:
- cmentarz poewangelicki w północnej części wsi, 2. połowa XIX w.
- dom mieszkalny nr 18/19, przełom XIX/XX w.
- szkoła, obecnie dom mieszkalny nr 26, około 1915 r.
- stodoła Nr 33, przełom XIX/XX w.
- dom mieszkalny nr 48, koniec XIX w., przebudowany w XX w.
  - obora nr 48, koniec XIX w., przebudowana XX w.

### Archeologia
We wsi zlokalizowane są stanowiska archeologiczne, figurujące w ewidencji Wojewódzkiego Konserwatora Zabytków. Są to m.in. ślady osadnictwa z neolitu, osady z V okresu epoki brązu i późnego średniowiecza oraz cmentarz poewangelicki z 2. połowy XIX w.